# タトラKT4 (ベルリン市電)
この項目では、ČKDタトラが製造した路面電車車両であるタトラKT4のうち、東ドイツ（現：ドイツ）の首都・ベルリン市内を走るベルリン市電に導入された車両について解説する。同市電は、タトラKT4が最も多く導入された路線であり、1976年に登場して以降長期にわたって使用されたが、バリアフリー化の進展や後継車両への置き換えにより2021年をもって営業運転を終了した。

## 概要
1960年代以降、東側諸国における経済協力機構である経済相互援助会議（コメコン）の方針に基づき、東ドイツ各地の路面電車にはチェコスロバキア（現：チェコ）の鉄道車両メーカーであったČKDタトラ製の路面電車・タトラカーが導入されるようになった。だが、東ドイツの首都・ベルリンの路面電車であるベルリン市電は狭い車両限界や急曲線などの路線条件からボギー車の導入が困難であり、REKO形電車のような東ドイツ製の2軸車が継続して導入される状況になっていた。そこで、東ドイツ政府の要請に基づき開発されたのがタトラKT4である。
タトラKT4はベルリン市電のような条件を抱えた路線向けの片運転台車両で、車体ごとにボギー台車が設置され双方がヒンジで繋がっている2車体連接構造を有している。制御装置はそれまで製造されていたタトラカーと同様に抵抗制御方式であったが、抵抗値の操作に従来のタップではなく電磁開閉器が使用されており、機器の信頼性が向上した。各国へ向けて大量生産が行われた中で、ベルリン市電に導入されたのは東ドイツ向けのタトラKT4Dであった。

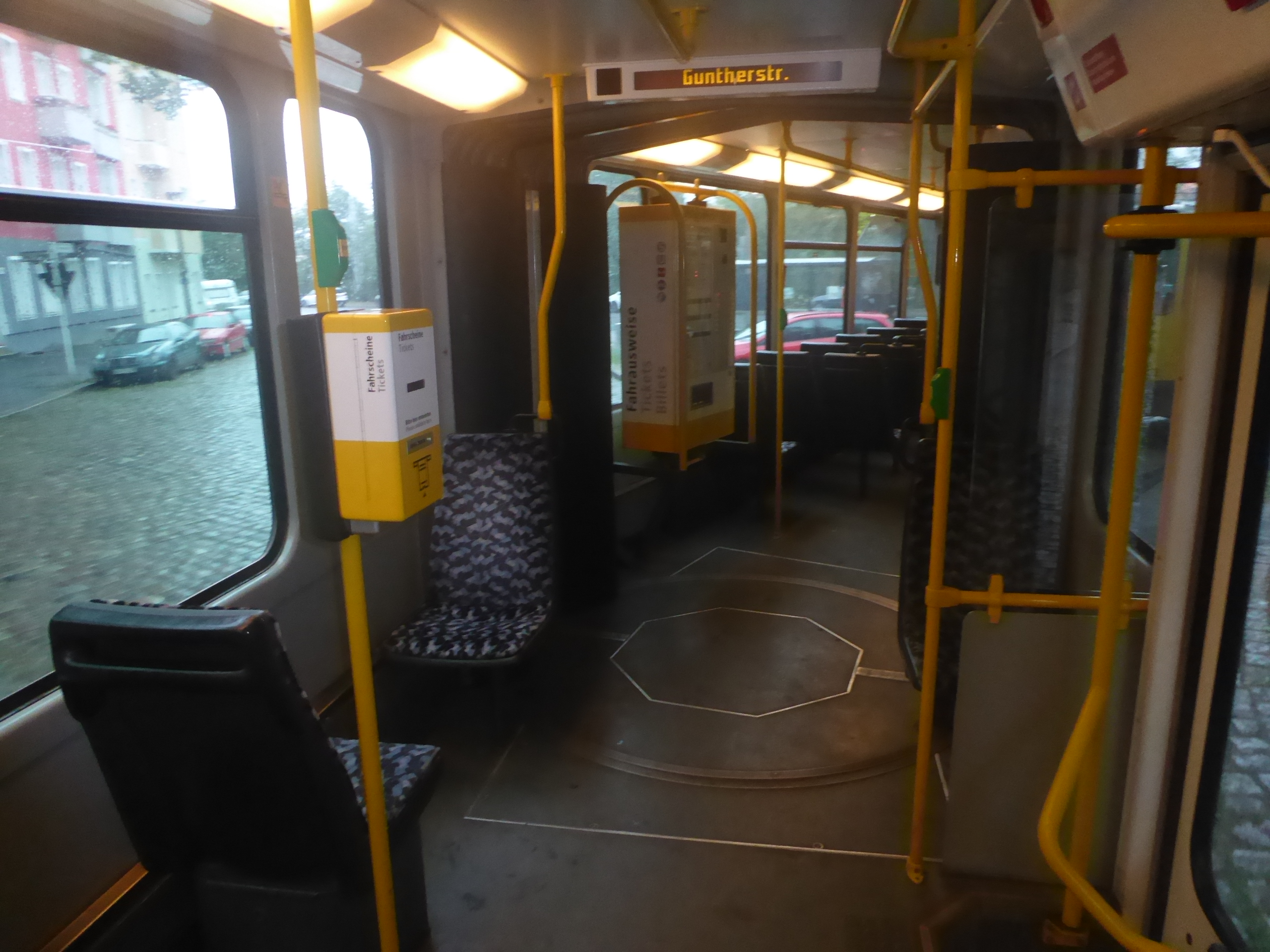
車内（更新工事後）
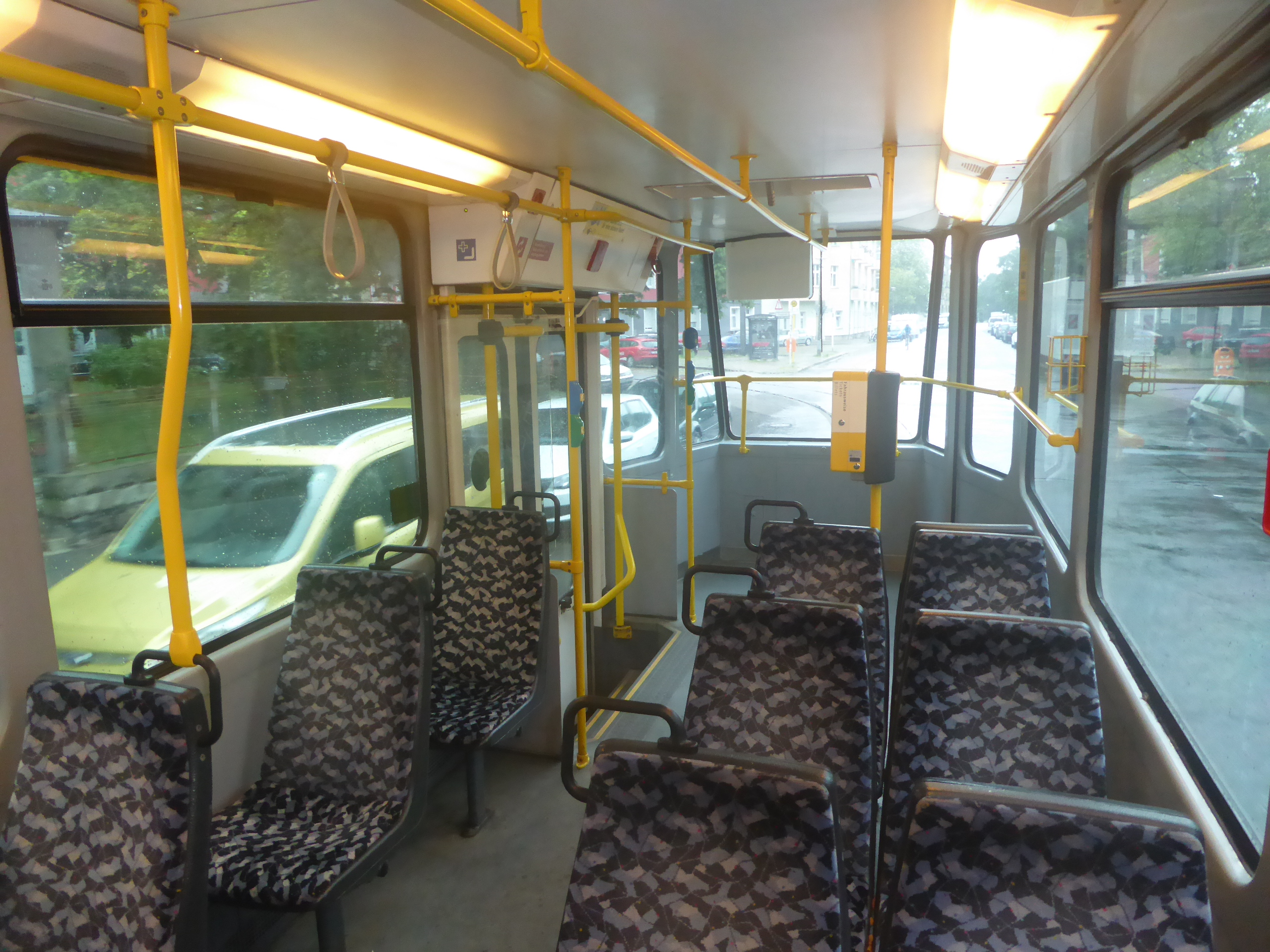
車内（後方）（更新工事後）

## 運用

### 東ドイツ時代
プラハ市電（チェコスロバキア：プラハ）やポツダム市電（東ドイツ：ポツダム）での試運転を経て量産が実施されたタトラKT4（KT4D）のうち、ベルリン市電向けの車両はその初年度となった1976年から生産が始まった。最初の車両は同年4月13日にベルリン市電に到着し、試運転を経て9月11日から営業運転を開始した。以降は長期に渡る導入や後述する譲渡が続き、最後の車両が製造された1987年には576両を記録した。そのうち1983年から製造された99両については、制御装置を電機子チョッパ制御（サイリスタ位相制御）に対応したTV3形に交換した他、主電動機もより新しいTE-023形に変更する事で消費エネルギー量の削減を図ったタトラKT4Dtとして導入された。ただし従来の抵抗制御方式のKT4Dについても並行して生産が行われた。
これらの車両のうち、東ドイツ時代の1989年 - 1990年に80両がポツダム市電に、1両がコトブス市電へ移籍した一方、それ以前の1984年にはライプツィヒ市電に導入された8両のKT4Dがベルリン市電へ移籍している。

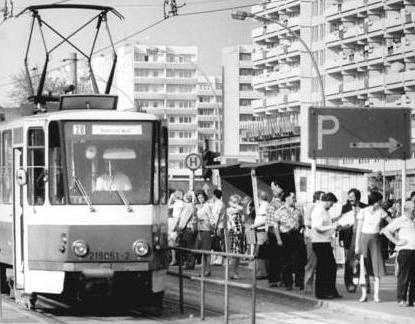
導入初期のタトラKT4D（1979年撮影）
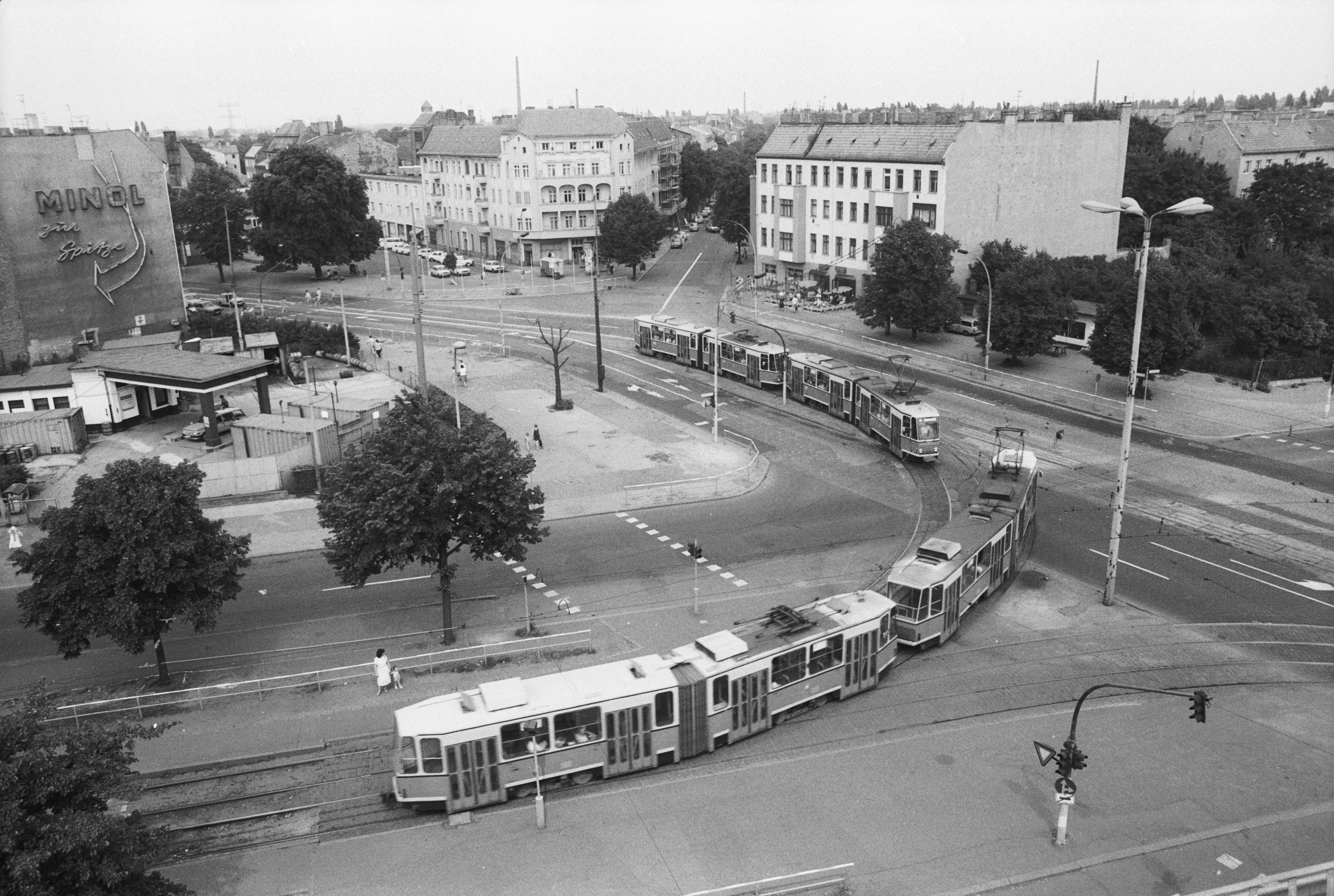
曲線ですれ違うタトラKT4D（1984年撮影）

### 更新工事
ドイツ再統一によりドイツ連邦共和国の首都となったベルリンでは旧東西ドイツ地域の経済格差が問題となっていたが、東ドイツ地域に残存していたベルリン市電の路線網も例外ではなく、タトラKT4を始め東ドイツ時代に導入されたタトラカーの近代化が接客面・安全面双方から求められていた。そこで、市電を含めたベルリンの交通機関を運営するベルリン市交通局（BVG）はこれらの車両の更新を決定し、バウツェンにあるDWA（現：ボンバルディア・トランスポーテーション）の工場で電気機器を中心に以下のような大規模な工事が実施された。
- 窓の交換 - 前面窓に傾斜を付ける事で運転台への日光の差し込みを抑えた他、同様の理由で側窓も着色ガラスに交換した。
- 乗降扉の交換 - 従来は内側に開く2枚折戸だった乗降扉を、外側に開く両開きプラグドアに変更した。これによって乗降扉付近のレイアウトに余裕が生じた事で、客室へ向かうステップの幅が広くなった。
- 運転台関連 - 更新前のKT4はペダルによる力行・制動の速度制御が行われていたが、更新が行われた車両は左手で操作するワンハンドル方式に変更された。また、運転手の快適性向上のため、冷房装置の設置も行われた。
- 電気機器の交換 - 更新の対象となった車両はAEG（→アドトランツ→ボンバルディア）が製造した電機子チョッパ制御装置（サイリスタ位相制御）を始め、当時最新鋭の電気機器への交換が実施された。これらの機器は電力の回収が可能な回生ブレーキにも対応しており、エネルギー消費量の大幅な削減が可能となった。同様の制御方式を用いたKT4Dtについても同様の工事が施工されている。
- パンタグラフの交換 - 従来の車両は集電装置に菱形パンタグラフが用いられており、上下には運転台から紐を使った操作が必要であったが、これをシングルアーム式パンタグラフに交換する事で、集電装置の操作がボタン1つで可能となった。
- 台車の改良 - 車輪と線路の摩耗を減らすため台車に自動潤滑給油装置が設置された一方、勾配区間走行時など逆に根摩擦力を増やす砂撒き装置も砂の供給量を改善するため空気圧装置が備え付けられた。

これらの更新は1993年から1997年まで当時在籍していたKT4のうち約半数の車両を対象に実施され、タトラKT4Dを種車とした車両はKT4DM、KT4DtはKT4DtMに形式名が改められた。

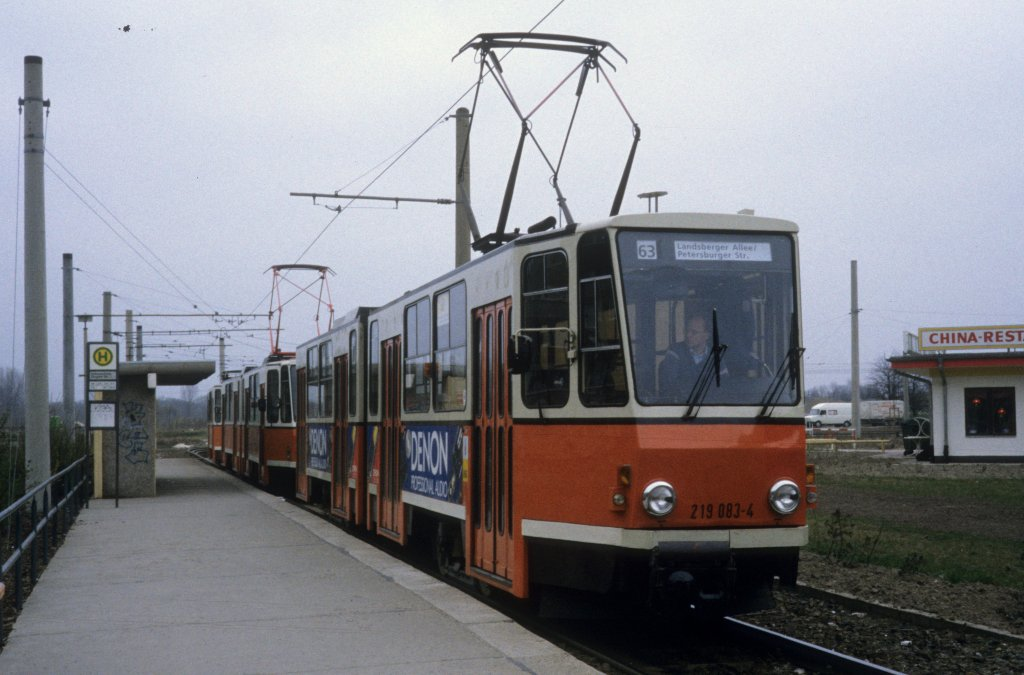
更新工事前のKT4D 各部の近代化が望まれていた（1992年撮影）
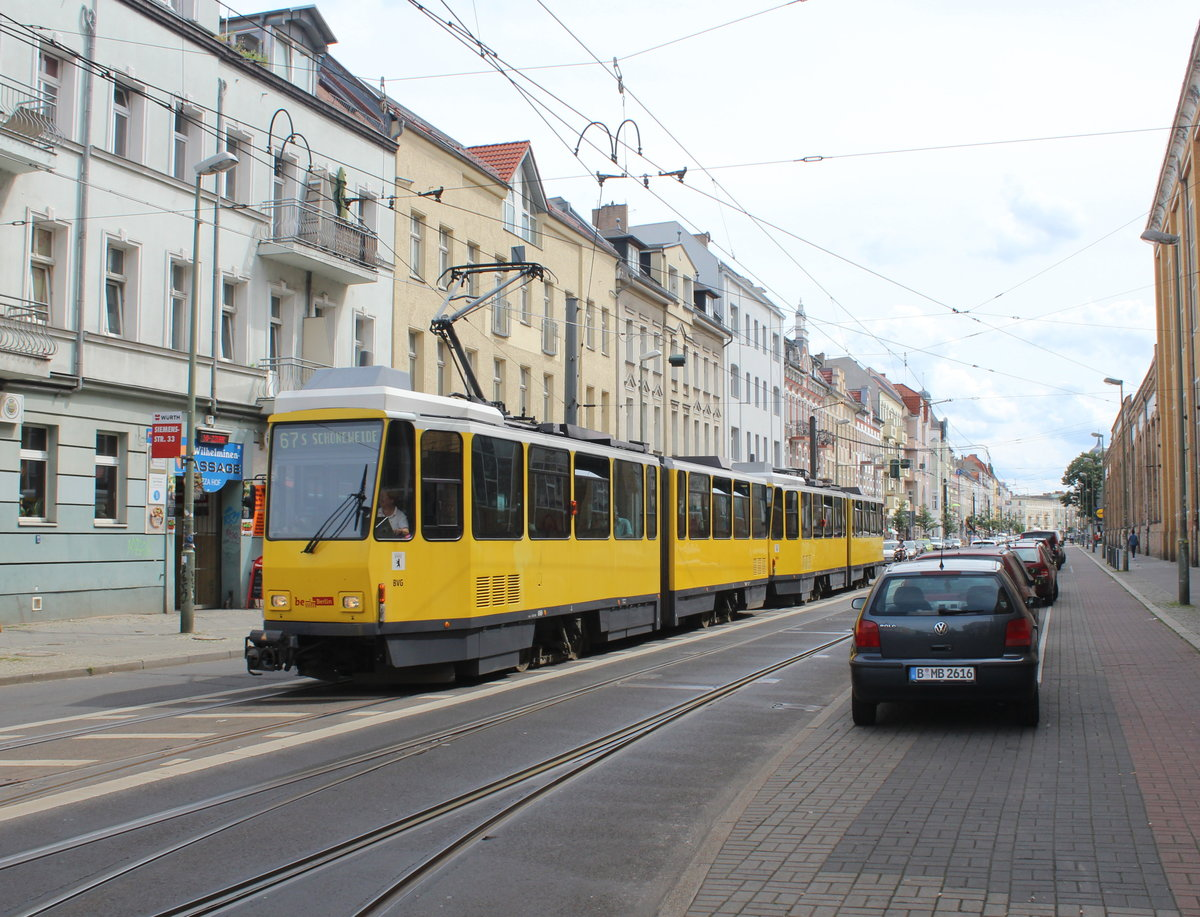
更新工事が実施されたKTDM（2017年撮影）
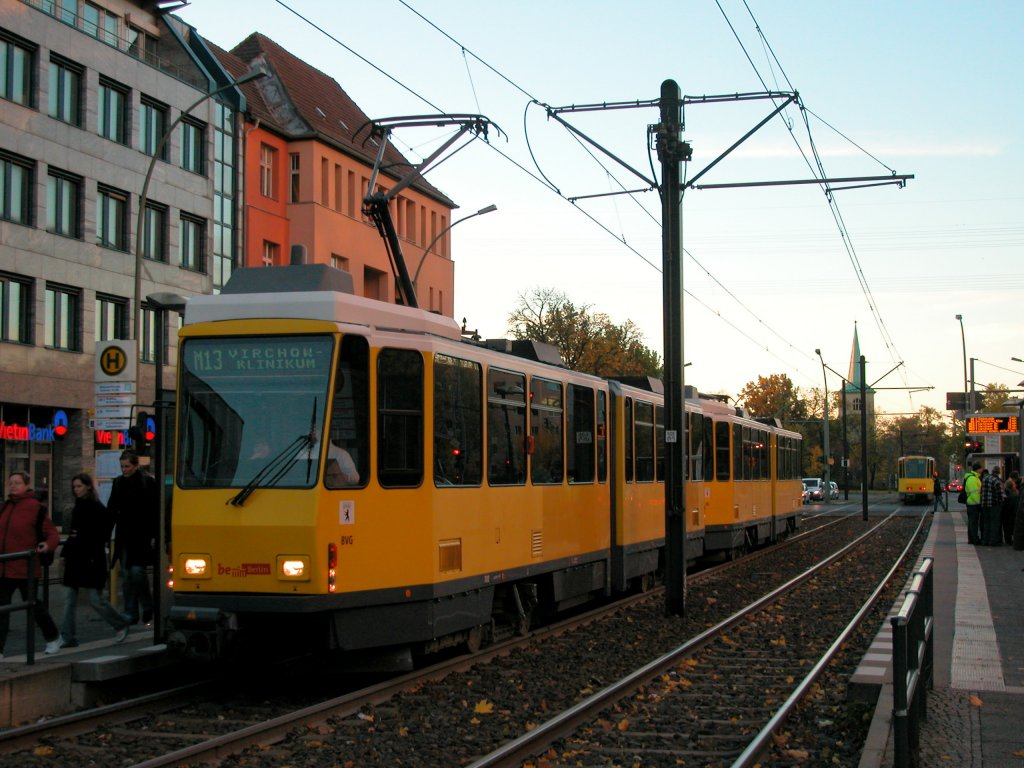
更新工事が実施されたKT4DtM（2012年撮影）
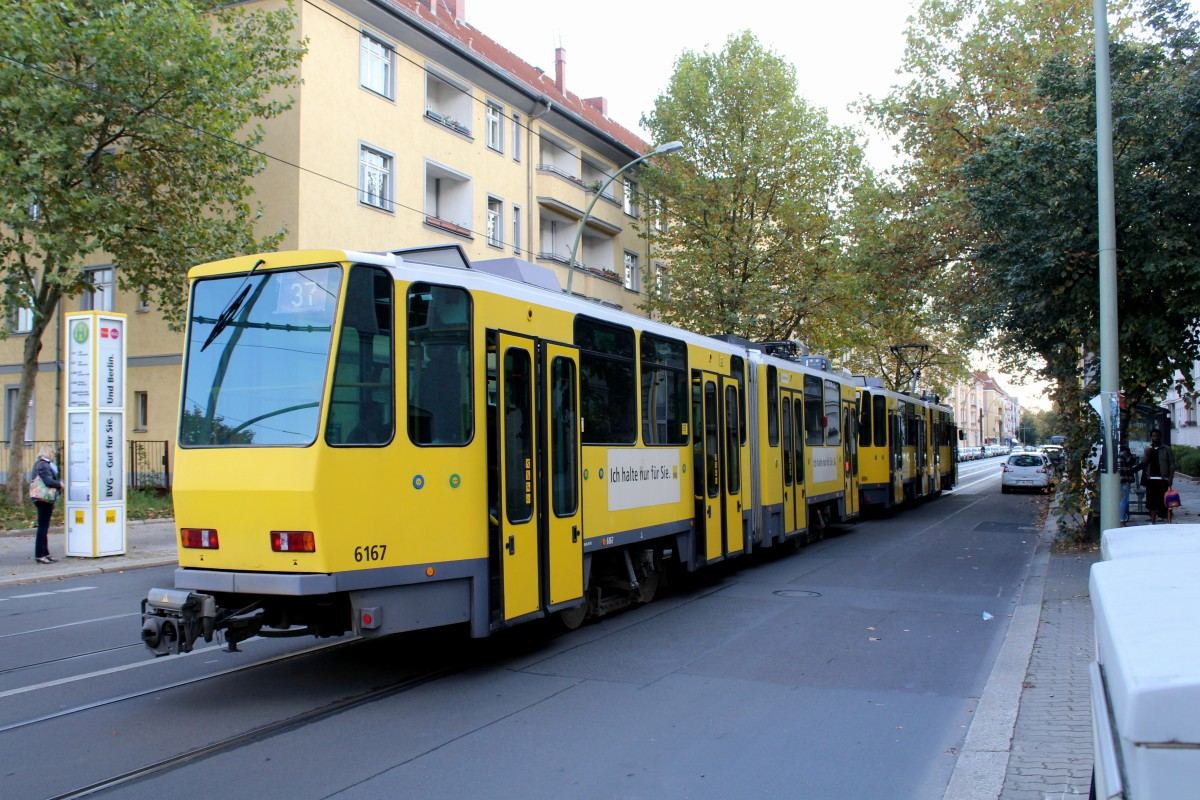
KT4DM（後方）（2014年撮影）

### 超低床電車への置き換え
各種更新工事も実施されたタトラKT4であったが、乗降の際に数段のステップの上り下りが必要となる高床式車両であることからバリアフリーの面で難があり、段差なく乗降可能な超低床電車への置き換えが実施されることとなった。まず1994年から製造が開始されたブレーメン形（GT6N）によって、前述の更新工事から外れた車両、特に1970年代に製造され老朽化が進んでいた車両が廃車され、未更新車両は1998年までに営業運転から撤退した。2002年以降は財政的な理由で一時的に新型車両の導入が停止したが、2008年に新たな超低床電車となるフレキシティ・ベルリンの製造が始まり2011年から本格的な導入が開始された事で更新工事を受けた車両も廃車対象となり、大半の車両は後述の通り他都市へと譲渡された。
当初はフレキシティ・ベルリンの初期発注分が揃う2017年に営業運転から完全に撤退する予定だったが、ベルリン市電の利用客増加に伴う車両不足や新型コロナウイルス感染症（COVID-19）による本数増加などの影響により同年以降も定期運用が続き、営業運転が完全に終了したのは2021年5月7日となった。
引退したKT4の一部はベルリン市交通局による動態保存が実施されており、更新工事が行われず原型を保つ車両については車両番号が東ドイツ時代のものに戻されている。

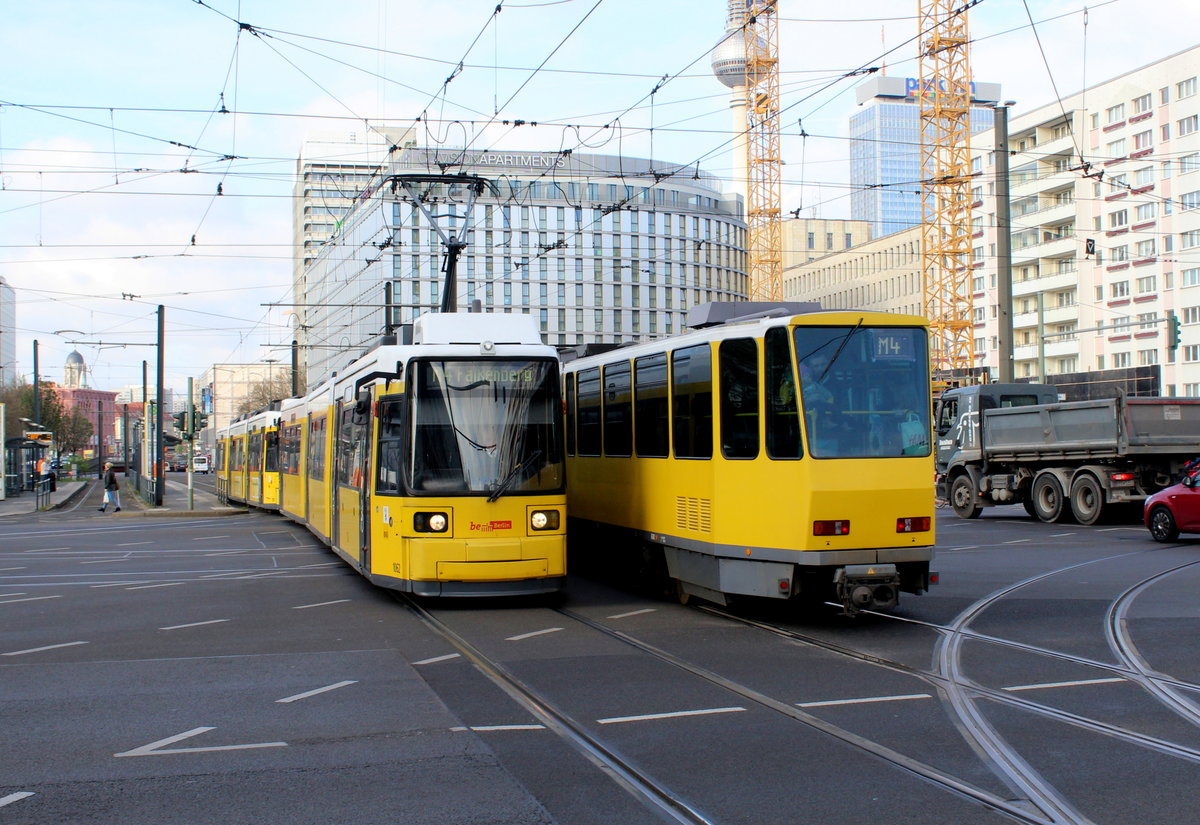
GT6N（左）とすれ違うKT4DM（右）（2016年撮影）
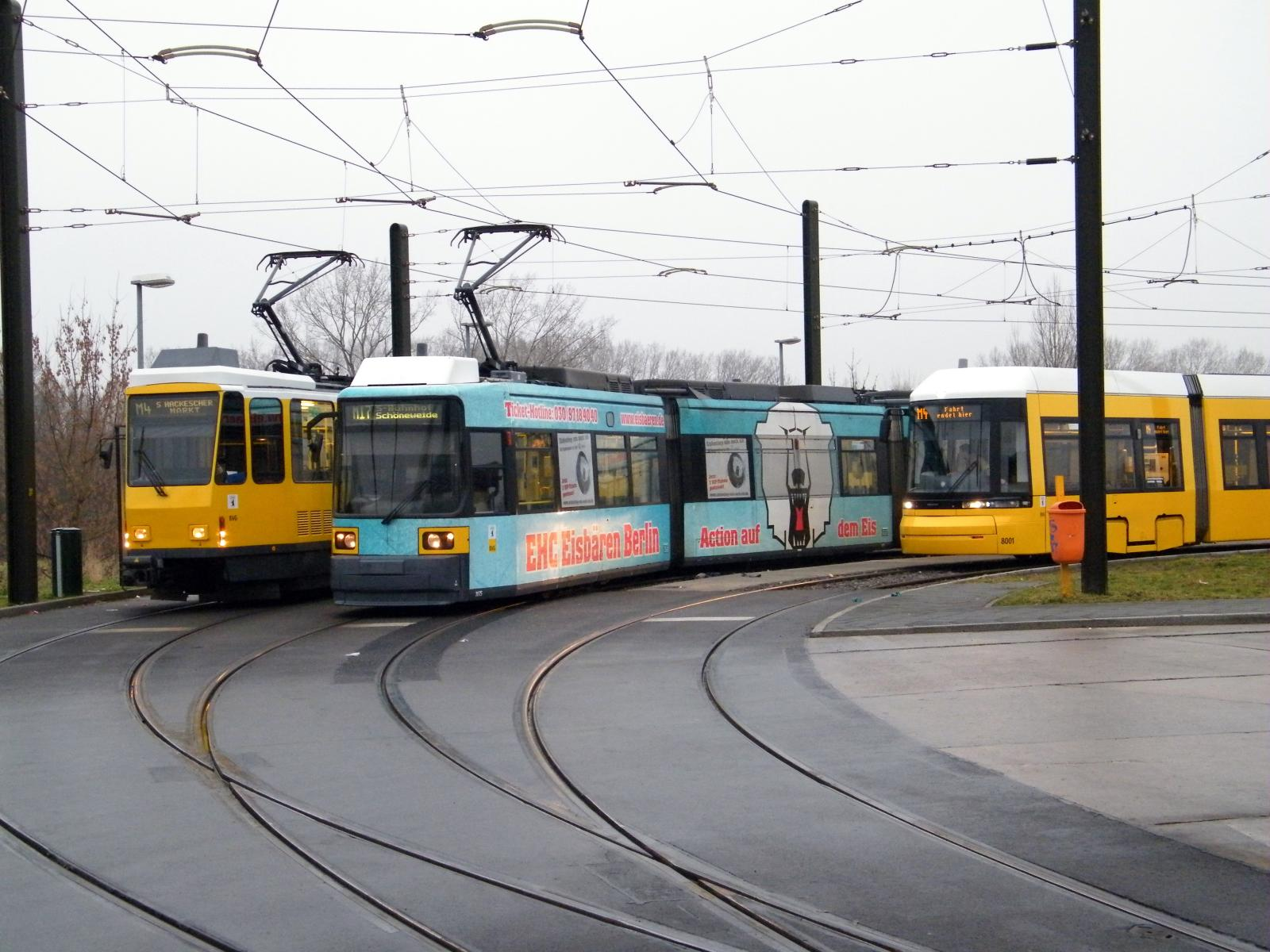
GT6N（中）やフレキシティ・ベルリン（右）によってタトラKT4D（左）は置き換えられた（2018年撮影）

## 譲渡
ベルリン市電で廃車になったタトラKT4の一部は、下記の都市への譲渡が実施されている。特に1990年代に更新工事が行われたKT4DMやKT4DtMは新造車両に比べ安価で路線の近代化が実施可能である利点から、ほとんどの車両が各都市へ譲渡されている。これらに加えて2010年代にはエジプトのアレクサンドリア市電（アレクサンドリア）への譲渡も計画され、複数の車両がエジプトへ輸送されたものの、営業運転に使用される事は無かった。
- ルーマニア：ブライラ（ブライラ市電）[20]
- ルーマニア：クルジュ＝ナポカ（クルジュ＝ナポカ市電）[21]
- ルーマニア：コンスタンツァ（コンスタンツァ市電） - 2008年に廃止[22]。
- ルーマニア：クラヨーヴァ（クラヨーヴァ市電）[23]
- ルーマニア：ガラツィ（ガラツィ市電）[24]
- ルーマニア：オラデア（オラデア市電）[25]
- ポーランド：シュチェチン（シュチェチン市電）
- カザフスタン：アルマトイ（アルマトイ市電） - アルマトイ市電廃止後はオスケメン（オスケメン市電）へ再譲渡された[26]。
- ロシア連邦：イジェフスク（イジェフスク市電）
- ロシア連邦：ノヴォシビルスク（ノヴォシビルスク市電）
- ウクライナ：リヴィウ（リヴィウ市電） - 2018年以降導入。軌間がベルリン市電よりも狭い1,000 mmである事から、譲渡に合わせてリヴィウ市電で廃車となったKT4SUの台車の部品を用いた改造工事が実施された[4][17]。
- ウクライナ：ザポリージャ（ザポリージャ市電） - 軌間がベルリン市電よりも広い1,520 mmである事から、導入の際には車軸の交換や制動装置（電磁吸着ブレーキ）の改造が実施された[4]。
- ドイツ：マクデブルク（マクデブルク市電） - 通勤・通学時間帯の列車本数増加および超低床電車増備までの繋ぎとして、2020年8月以降ベルリン市電から譲渡された8両のKT4DMが運用に就く事になっている[27]。

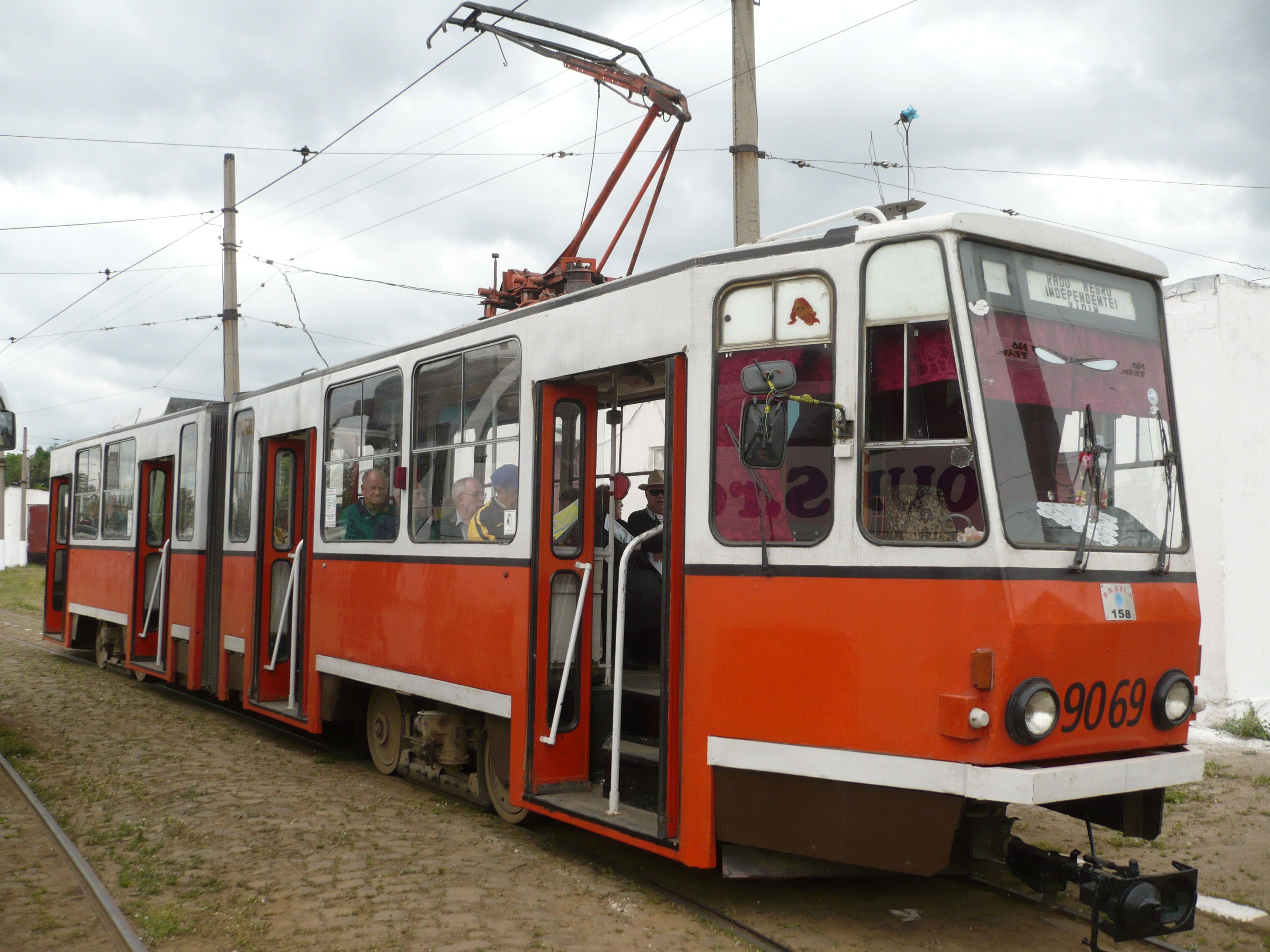
ルーマニア：ブライラ（2010年撮影）
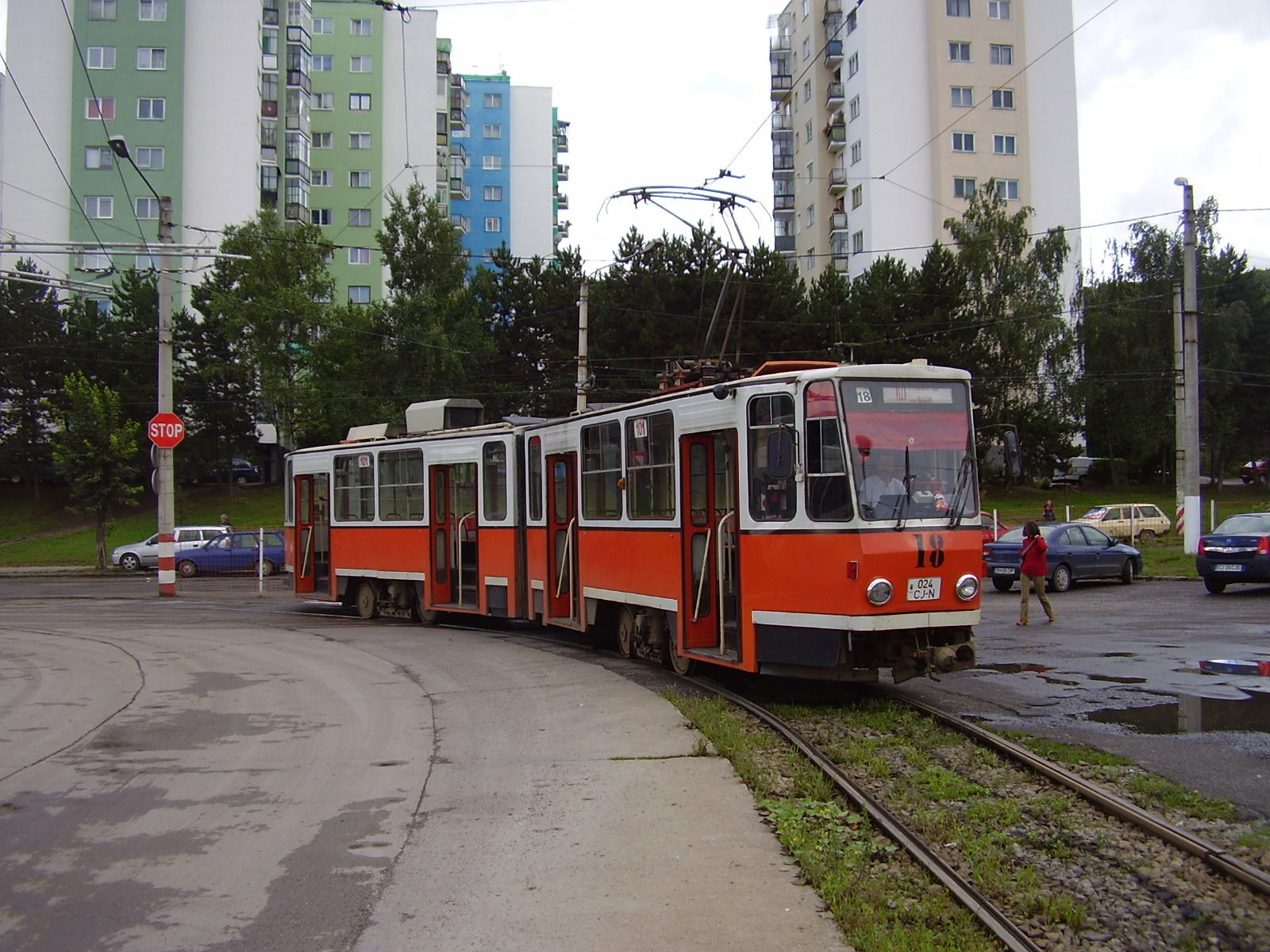
ルーマニア：クルジュ＝ナポカ（2006年撮影）
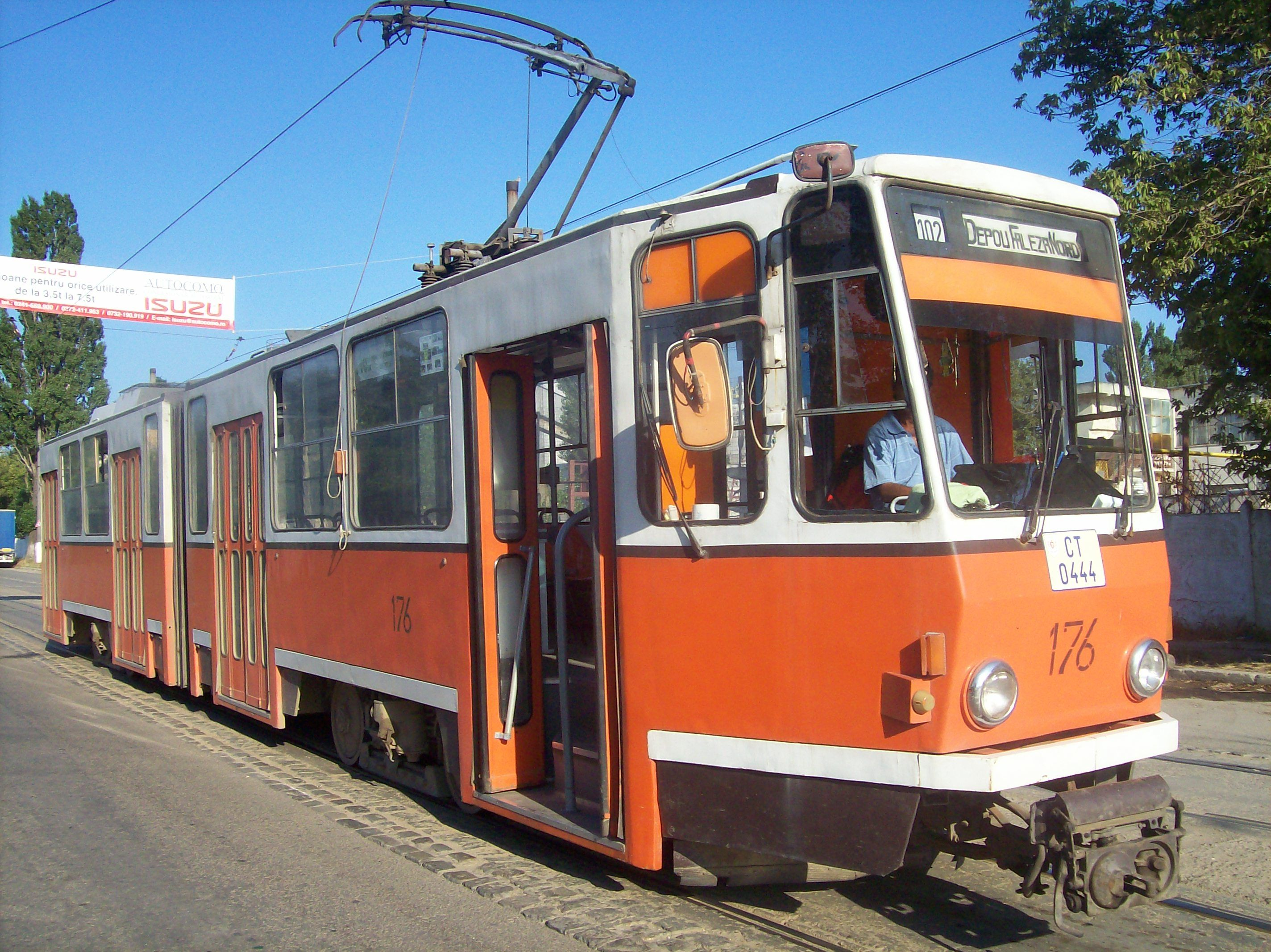
ルーマニア：コンスタンツァ（2009年撮影）
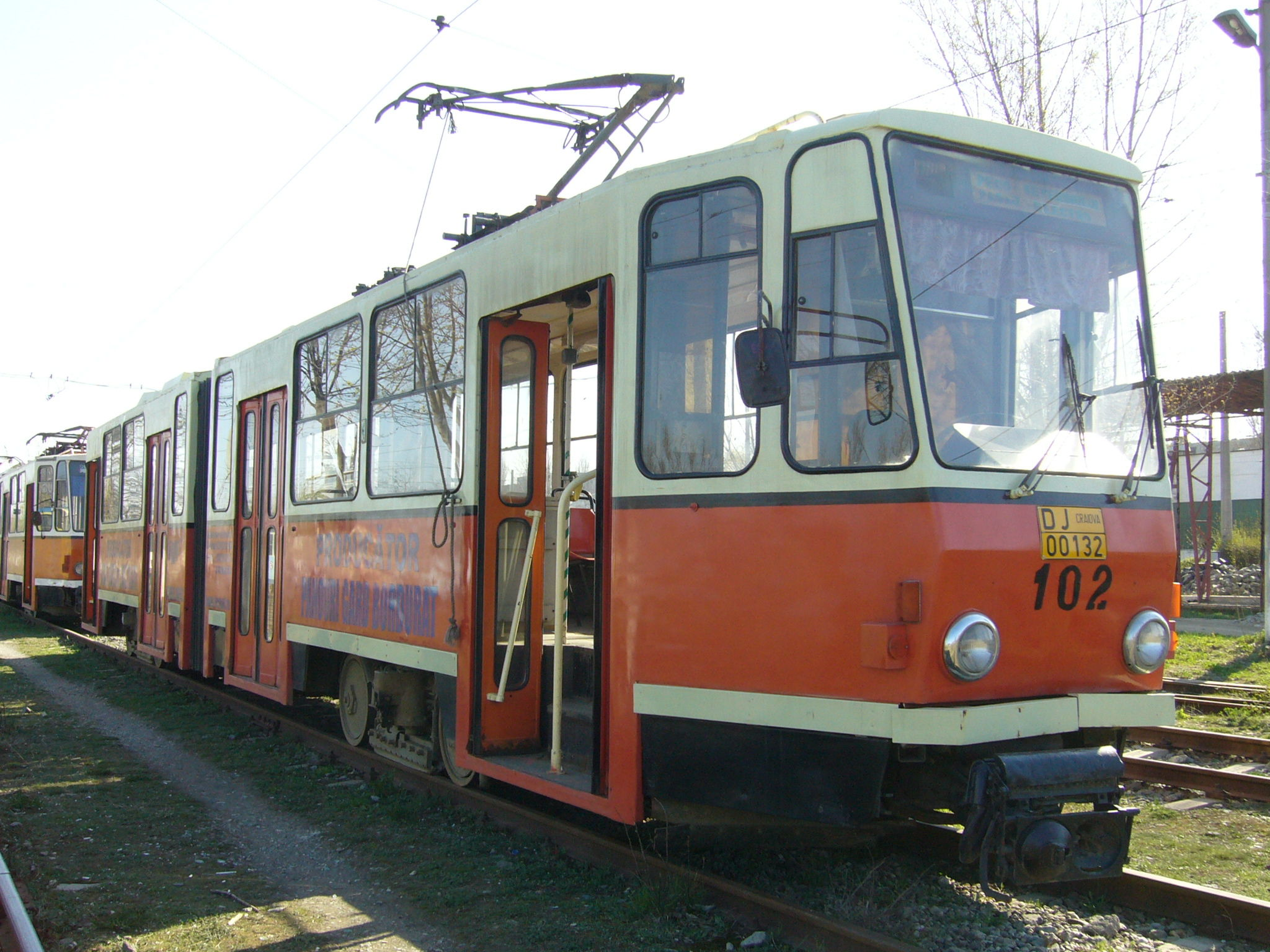
ルーマニア：クラヨーヴァ（2008年撮影）
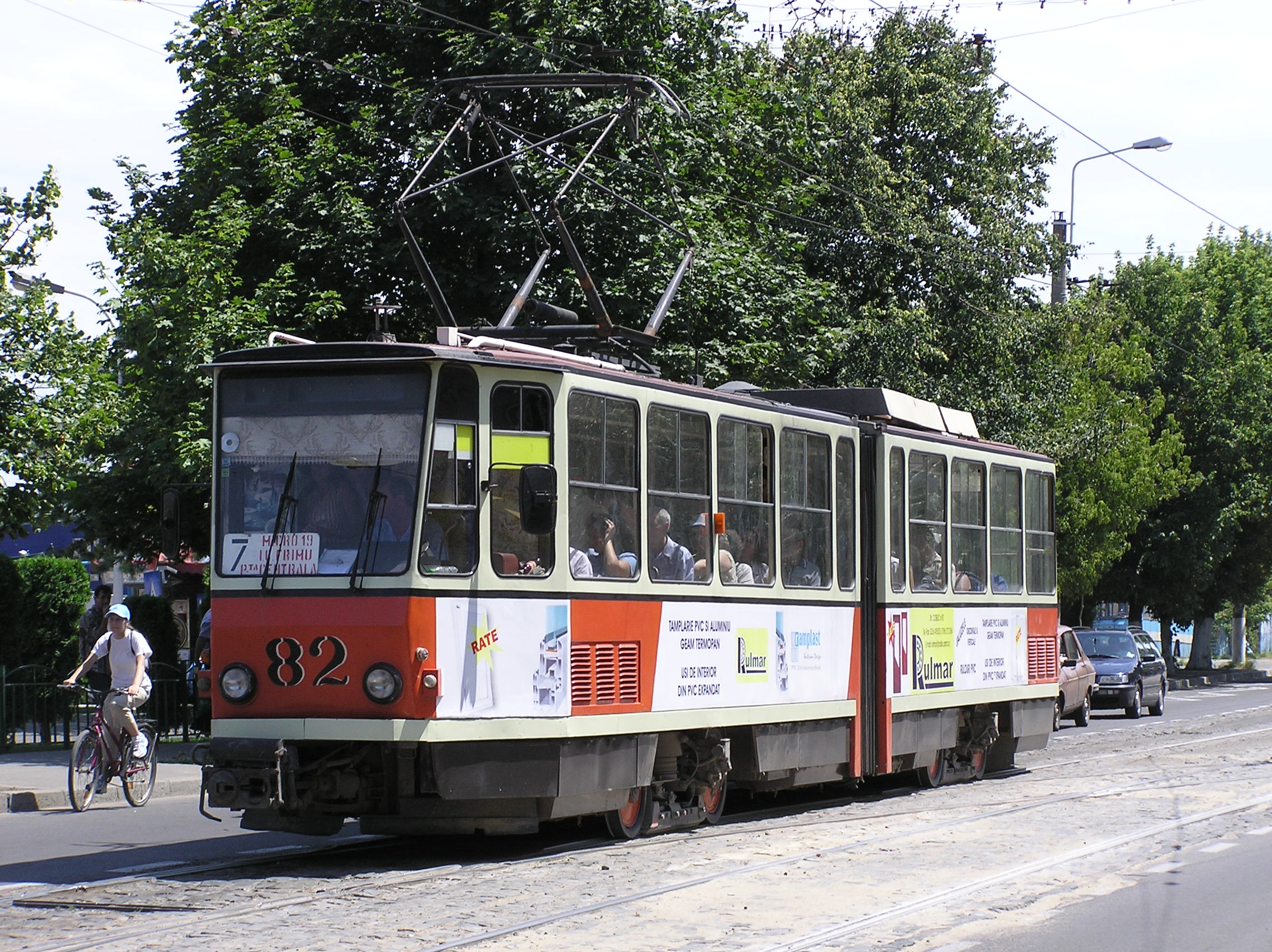
ルーマニア：ガラツィ（2006年撮影）
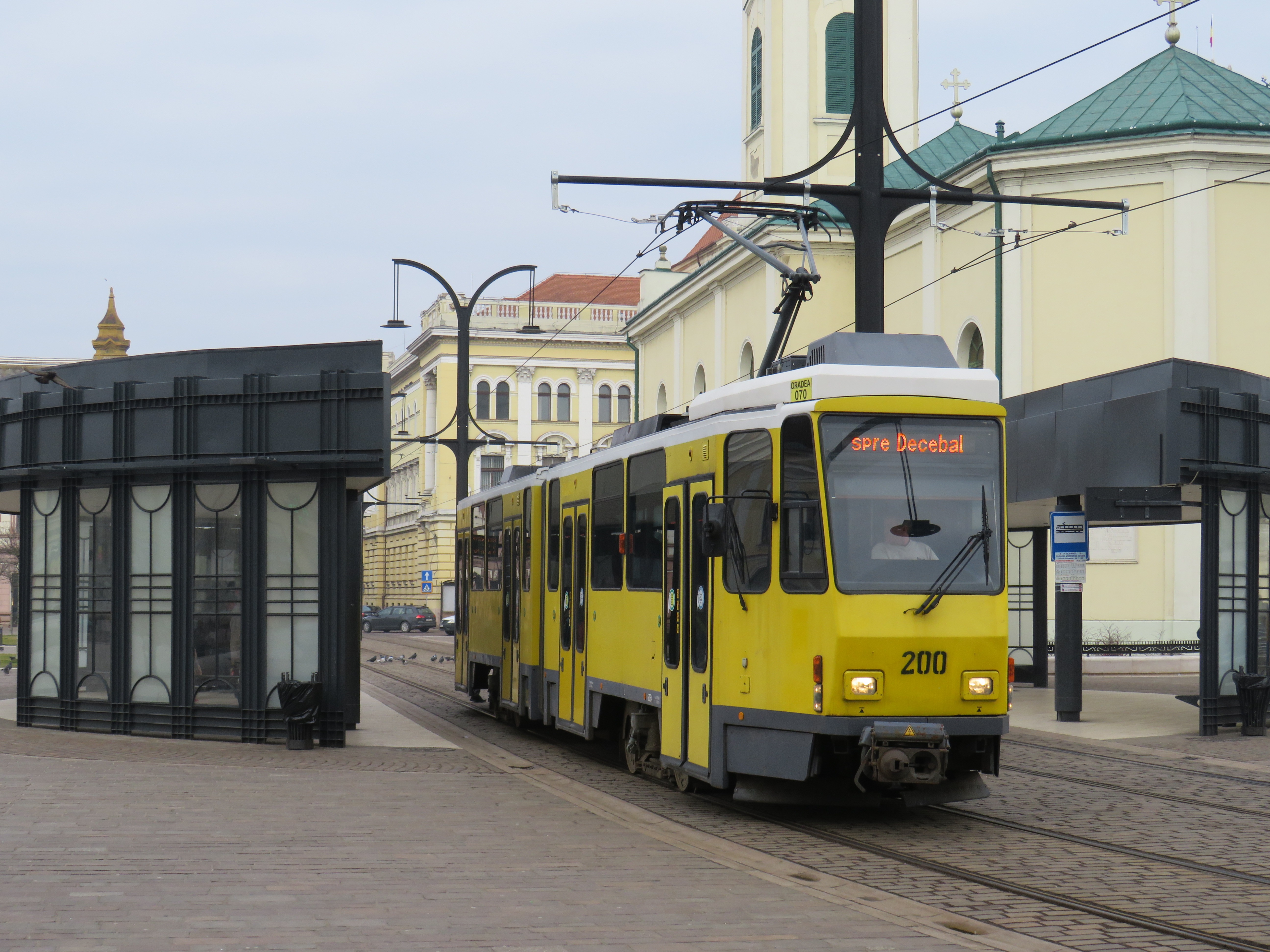
ルーマニア：オラデア（2018年撮影）
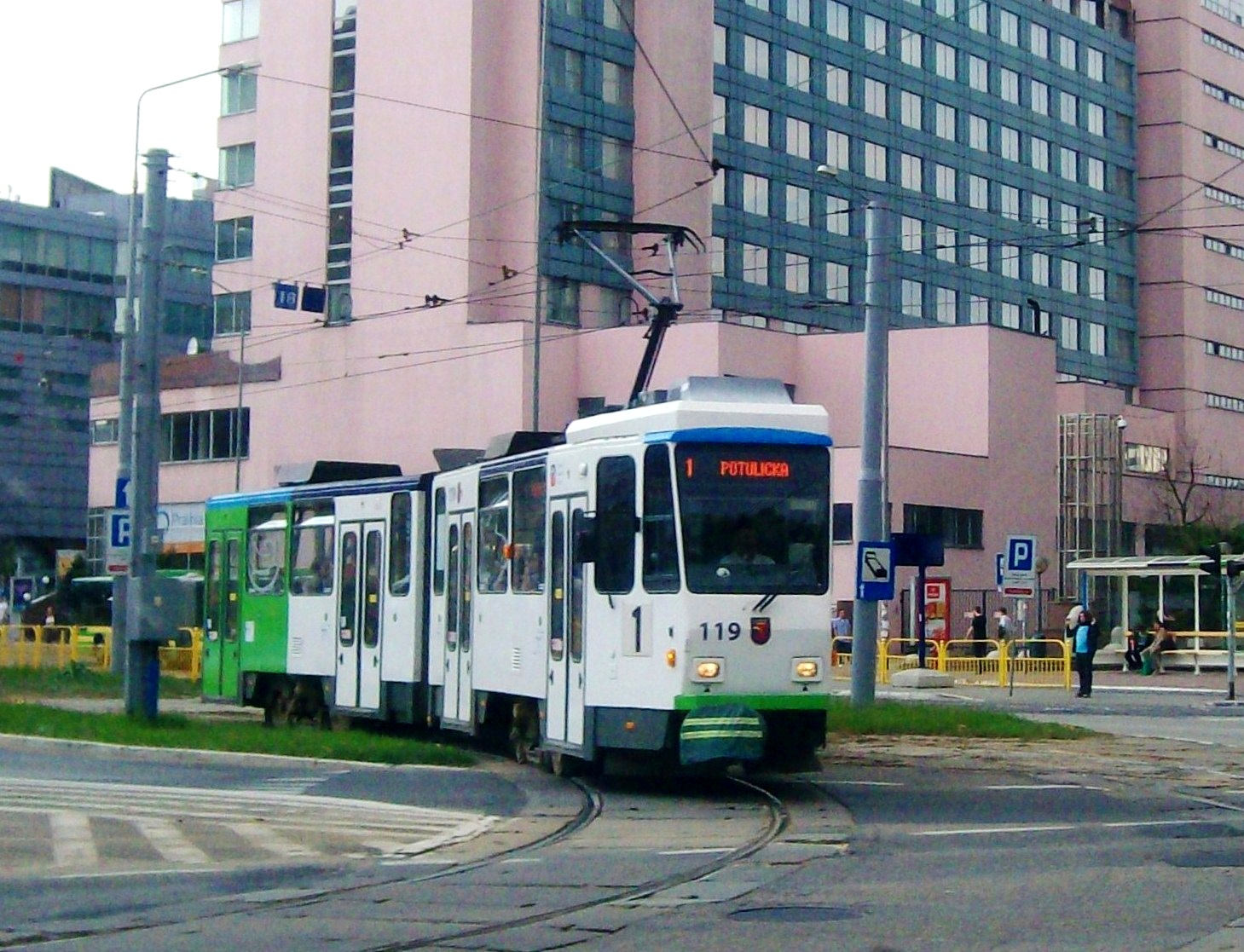
ポーランド：シュチェチン（2013年撮影）
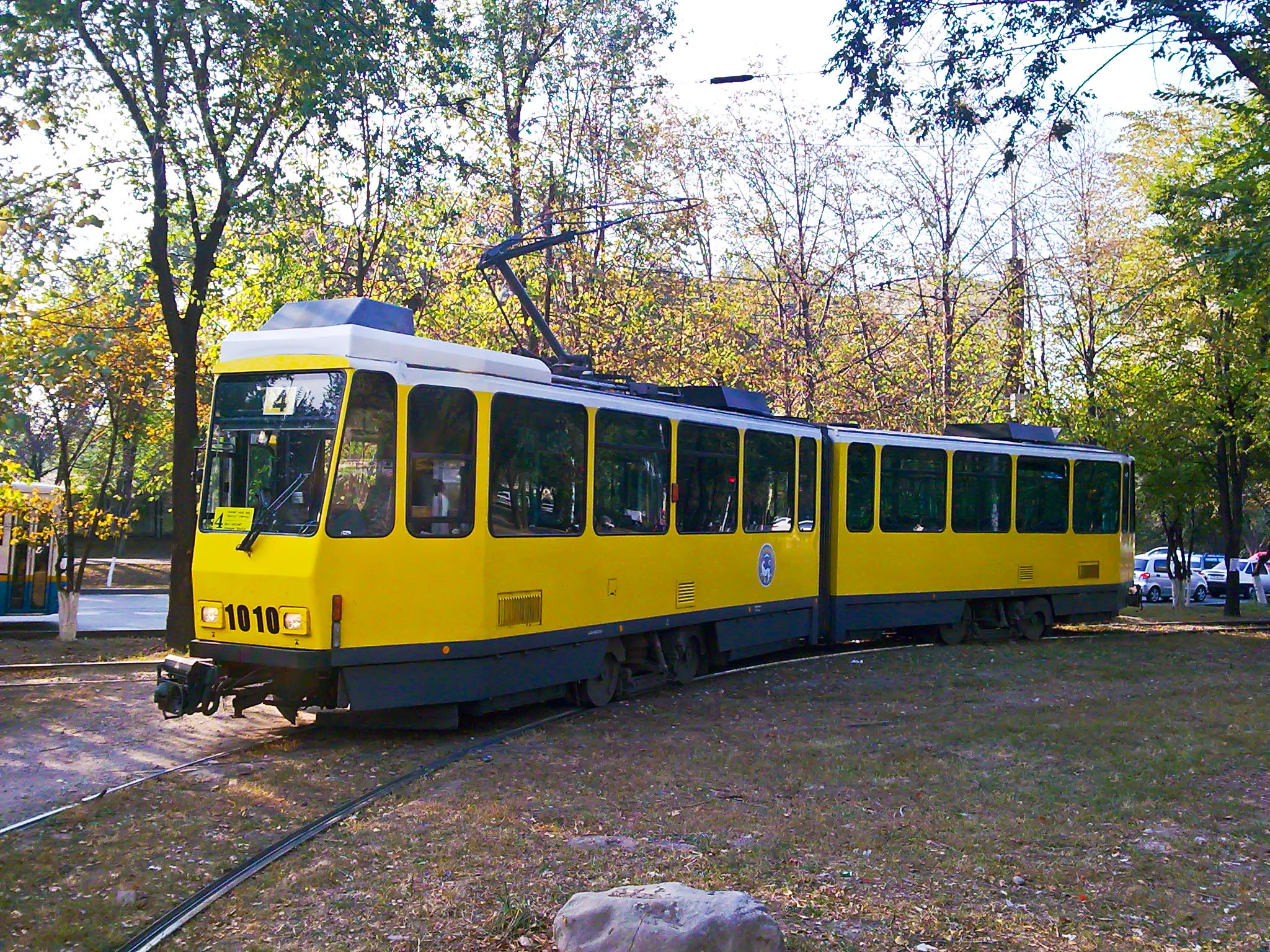
カザフスタン：アルマトイ（2013年撮影）
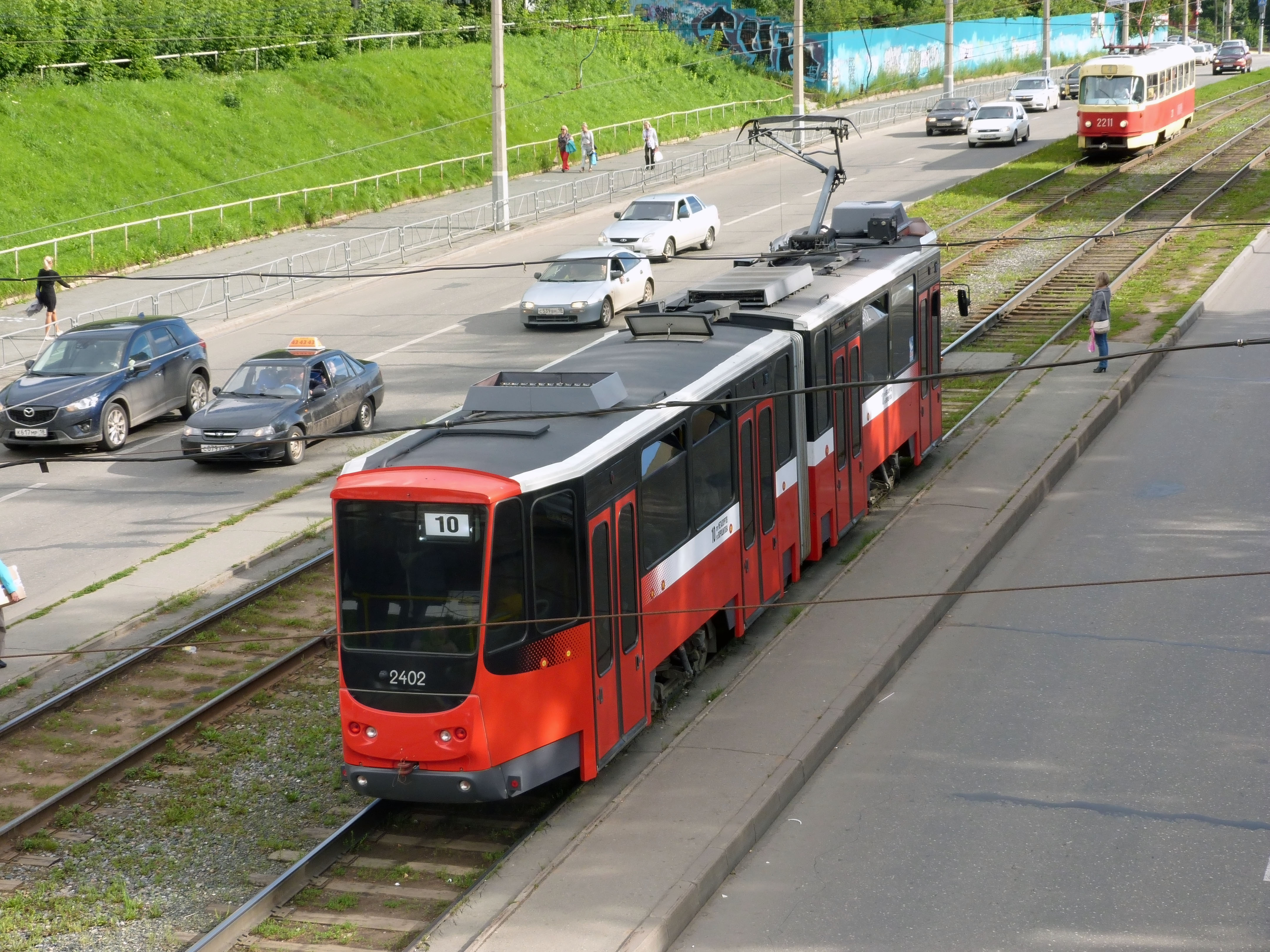
ロシア連邦：イジェフスク（2015年撮影）
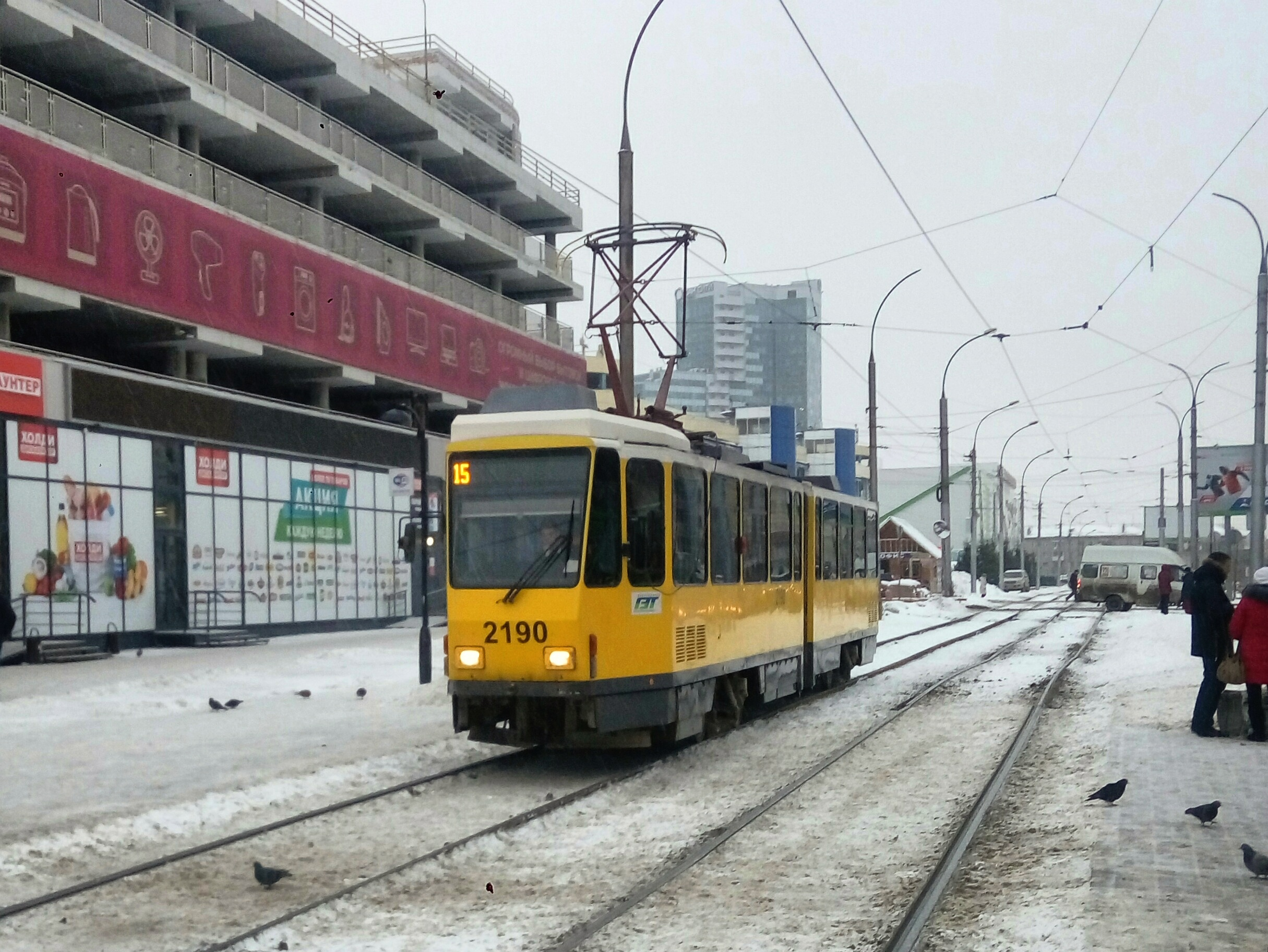
ロシア連邦：ノヴォシビルスク（2007年撮影）
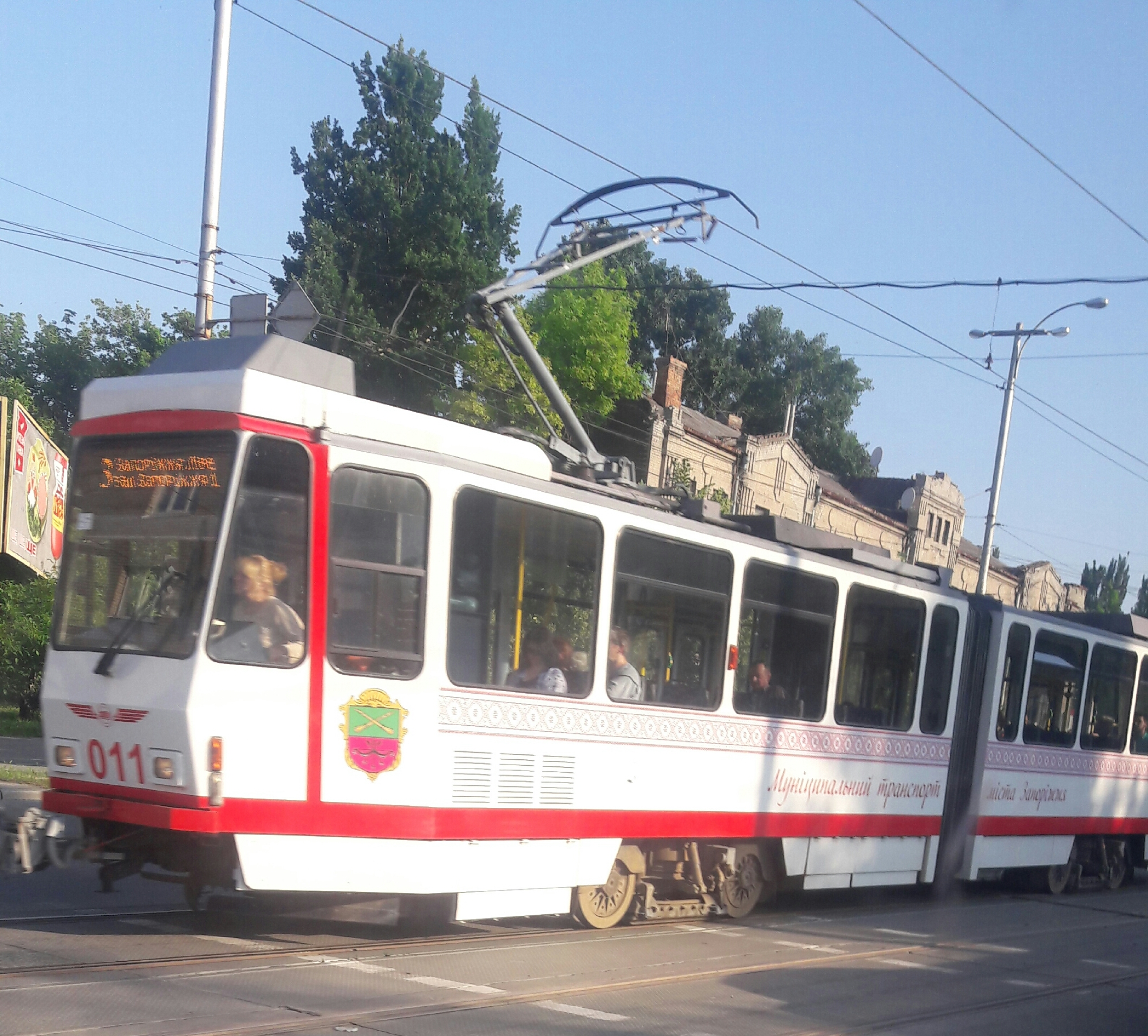
ウクライナ：ザポリージャ（2019年撮影）
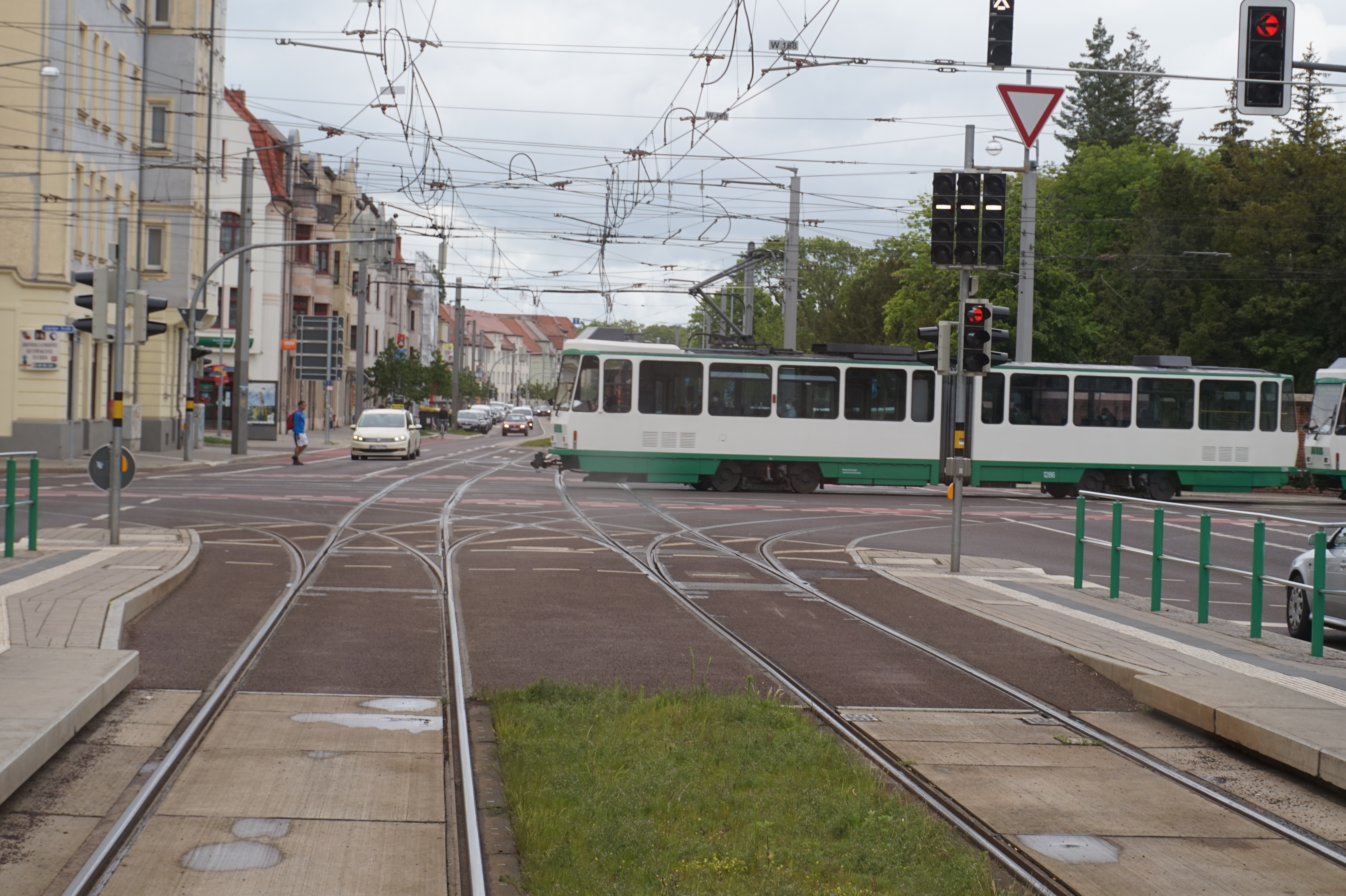
ドイツ：マクデブルク（2021年撮影）

## 関連項目

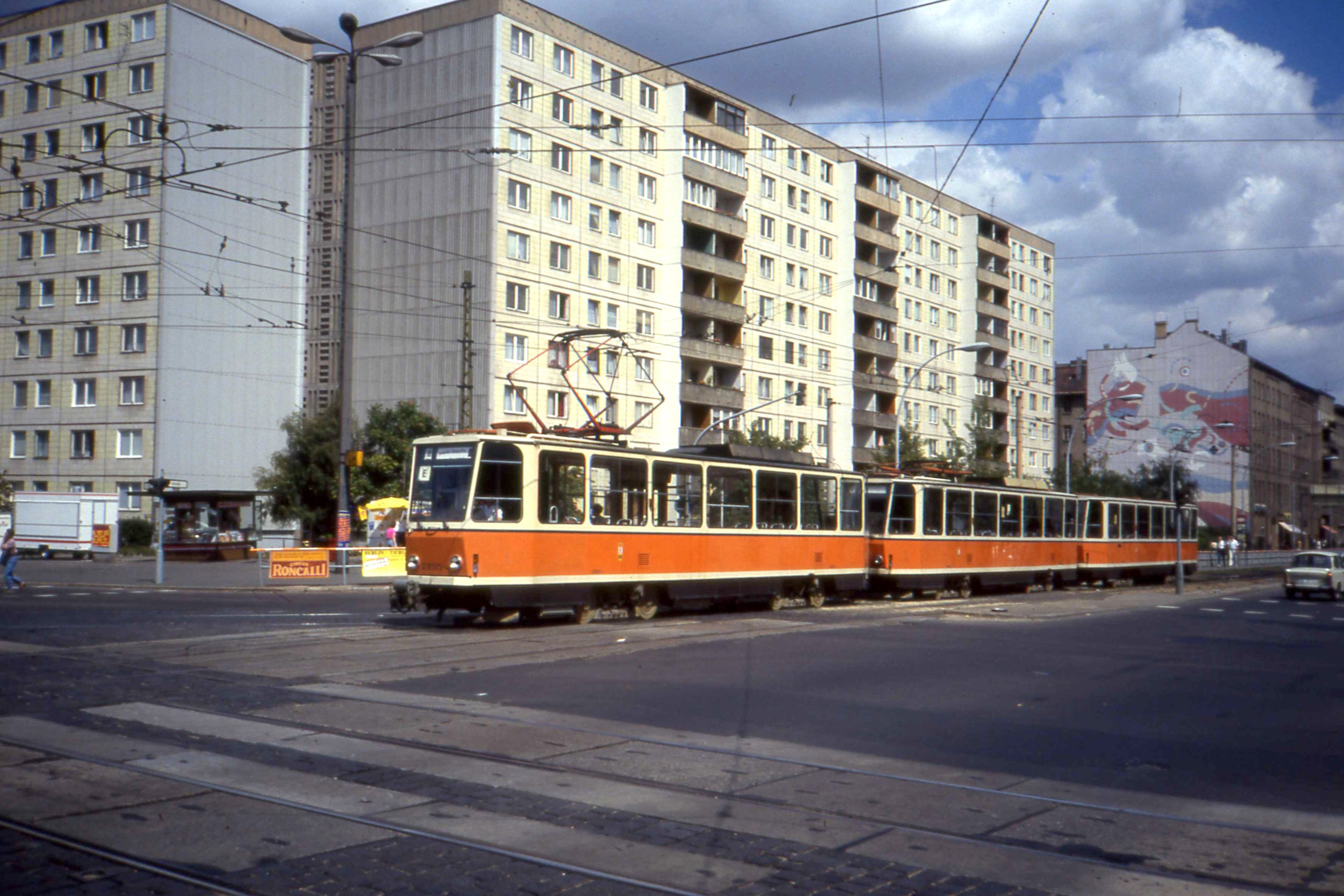
東ドイツ時代のT6A2D（1・2両目）、B6A2D（3両目） （1990年撮影）
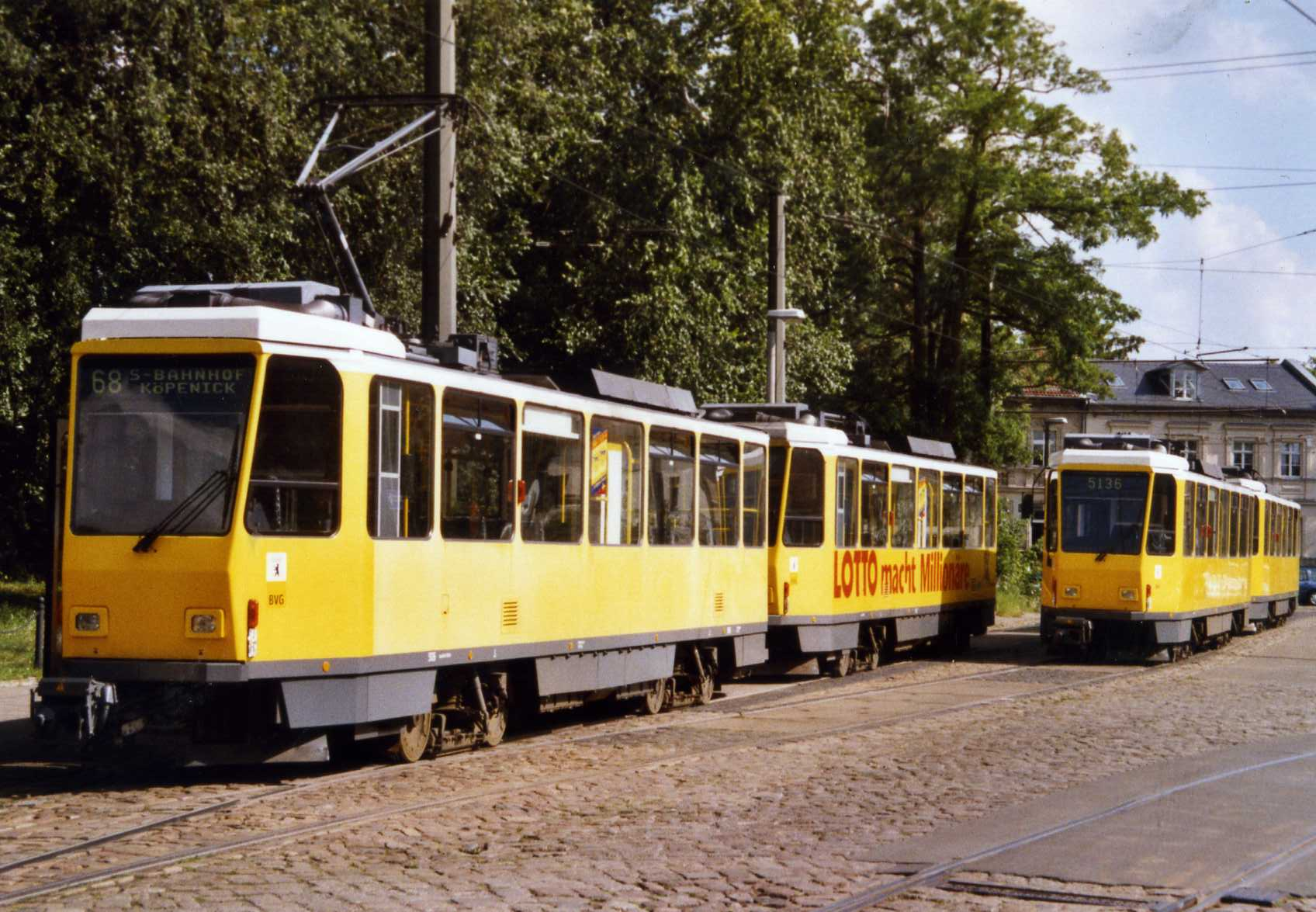
更新工事後のT6A2D（2003年撮影）